# با چشمان باز
با چشمان باز (به زبان عبری: עיניים פקוחות) یک فیلم اسرائیلی و محصول سال ۲۰۰۹ میلادی است.

## موضوع فیلم
«اَهَرون» یک یهودی ارتودوکس است که متأهل و دارای چهار فرزند است و در اورشلیم زندگی می‌کند. وی پس از مرگ پدرش تصمیم می‌گیرد که مغازهٔ قصابی پدر را اداره کند. او به «عِزری» یک جوان نوزده سالهٔ بی‌خانمان که یک بار از تلفن مغازه استفاده می‌کند پیشنهاد کار در همان قصابی می‌دهد و عزری را در آنجا سکنی می‌دهد. اهرون و عِزری کم‌کم به هم علاقه‌مند می‌شوند، اما در محلهٔ مذهبی مِئَه شِعَریم بر سر راه چنین علاقه‌ای مشکلات بسیاری وجود دارد.